# 国際ボクシング評議会
国際ボクシング評議会（こくさいぼくしんぐひょうぎかい、英:International Boxing Council）はプロボクシングの王座認定団体。略称はIBC。マイナー団体に分類される。

## 概要
1990年代にはヘクター・カマチョ、トミー・モリソン、ドノバン・ラドックなどの名のある選手が保持していたこともある。特にメジャー・タイトルに手が届かなくなってからのカマチョはこのタイトルを活用し、キャリア終盤のロベルト・デュランやシュガー・レイ・レナードらを相手に王座を防衛した。他には日本のK-1に参戦した元プロボクサーのヴァージル・カラコダや、マイク・タイソンを破り引退を決意させたケビン・マクブライドらもIBCタイトルの獲得経験がある。
近年はIBCのタイトルマッチも激減し、公式サイトの更新もない。現在は活動しているものの、ビッグマッチは行なわれていない。

## 主なタイトルマッチ
- 1995年6月10日 トミー・モリソン vs. ドノバン・ラドック （IBCヘビー級王座決定戦） ※モリソン6回TKO勝ち
- 1996年3月23日 ジュニア・ジョーンズ vs. オルランド・カニザレス（IBCスーパーバンタム級王座決定戦） ※ジョーンズ 12回判定勝ち
- 1996年6月22日 ヘクター・カマチョ vs. ロベルト・デュラン（IBCミドル級王座決定戦） ※カマチョ12回判定勝ち
- 1997年3月1日 ヘクター・カマチョ vs. シュガー・レイ・レナード（IBCミドル級防衛戦） ※カマチョ5回TKO勝ち